# 四川省第五人民医院
四川省第五人民医院，简称四川省五医院，位于四川省成都市青羊区商业街，是集医疗、教学、科研为一体的公立综合医院。隶属于中国共产党四川省委员会办公厅和四川省卫生健康委员会，承担社会群众和省委、省级机关干部职工、中央来川领导、省本级离退休干部的医疗保健工作，同时也是四川省老年医院、四川省老年医学研究所。现今为四川大学华西医院领办，现任院长段鑫，党委书记贾卫国。

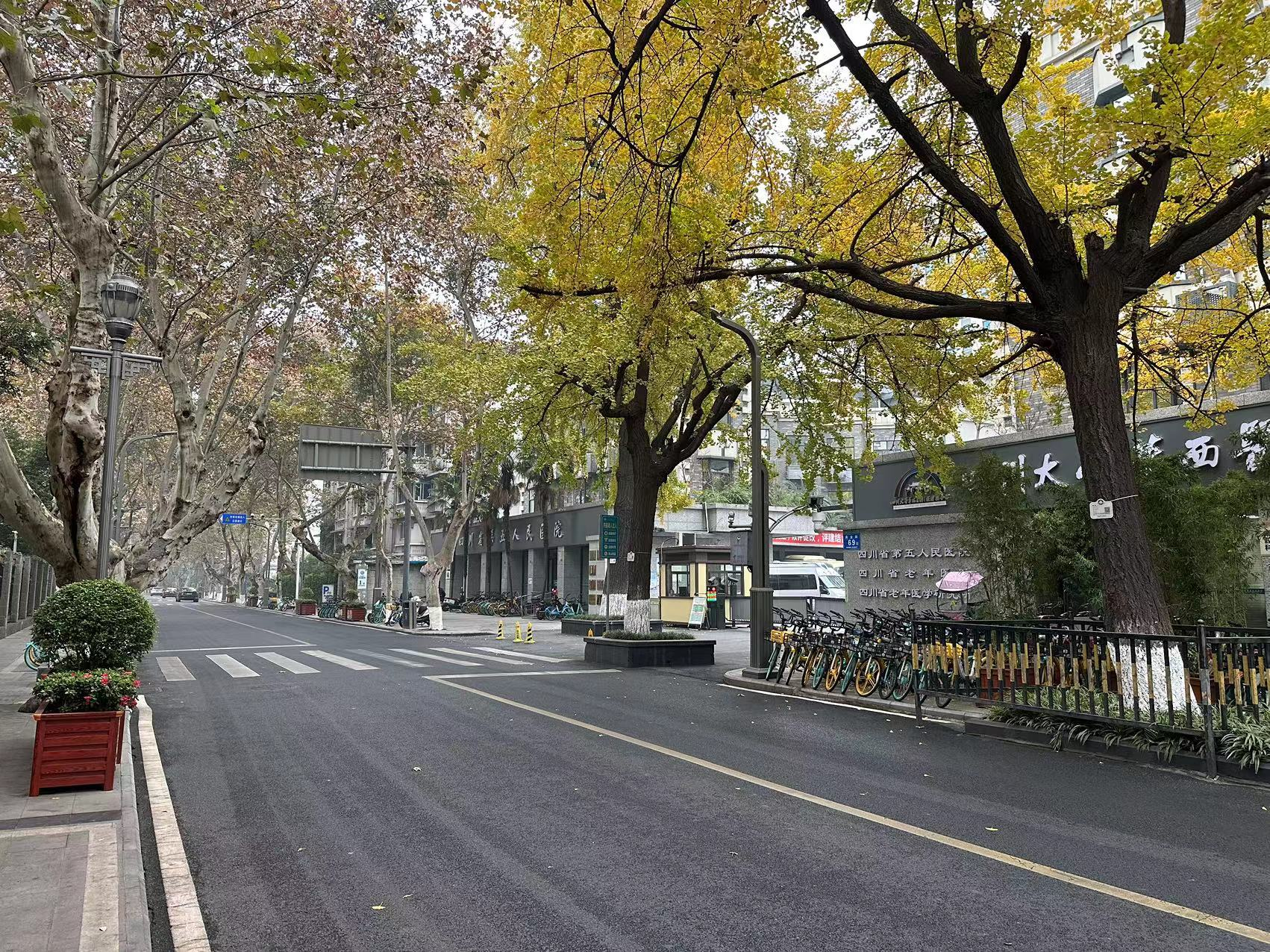
四川省五医院（商业街院区）

## 历史

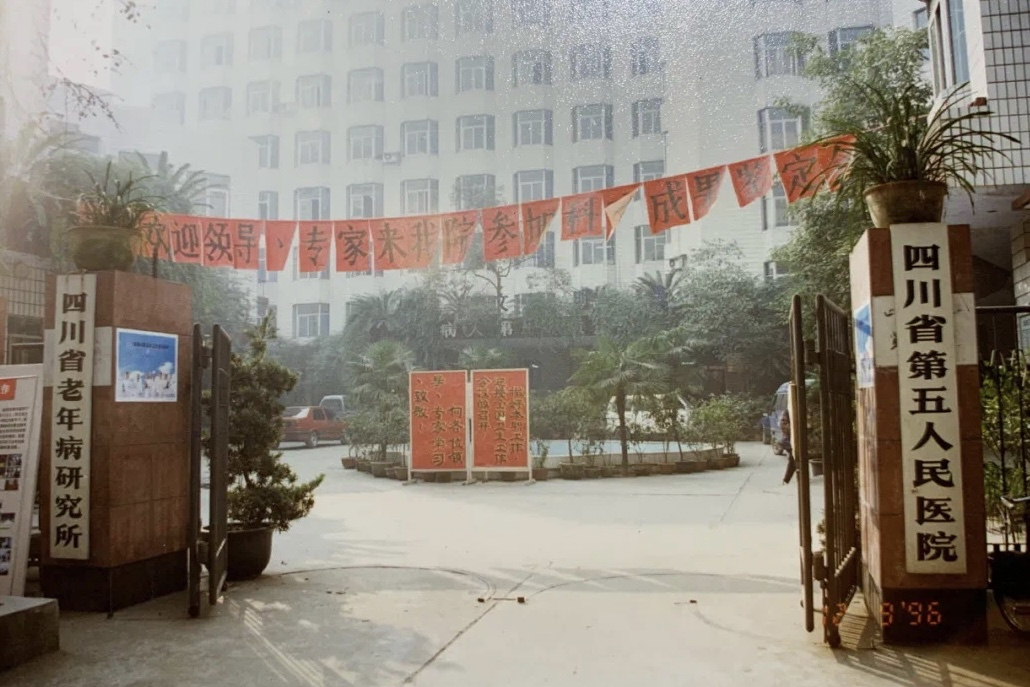
四川省五医院正门，1996年。

1949年，随刘邓大军南下，后更名为川西党委卫生所。
1950年，更名为四川省委门诊部。
1951年，更名为四川省省级机关公费医疗门诊部。
1966年，搬迁湾丘，更名为四川省湾丘五七干校医院。
1978年，搬回成都市商业街，更名为四川省直属机关第二门诊部。
1992年，更名为四川省直属机关第二医院。
1995年，更名为四川省第五人民医院。

## 院区

### 商业街院区
位于四川省成都市青羊区商业街69号。中医科位于多子巷25号附1号、附2号。

### 金牛院区
位于四川省成都市金牛区西华街道青杠社区，2023年始建。

### 崇州院区
位于四川省成都市崇州市羊马街道新城大道799号四川省养老服务中心。四川省养老服务中心成立于2020年，直属于四川省民政厅。